# Sarah Henstra
Sarah M. Henstra (geboren 2. November 1972) ist eine kanadische Literaturwissenschaftlerin und Romanautorin.

## Leben
Sarah Henstra studierte Anglistik an der McMaster University und schrieb 1998 die Magisterarbeit über die britische Gegenwartsautorin Jeanette Winterson an der University of Western Ontario. Sie wurde 2002 mit der Dissertation Writing at a loss : nation and nuclearism in the twentieth-century English novel an der University of Toronto promoviert.
Henstra arbeitet als Associate Professor für englische Literatur und kreatives Schreiben an der Ryerson University in Toronto.
2015 veröffentlichte sie den Roman Mad Miss Mimic, der sich an junge Erwachsene richtet. Ihr 2018 erschienener Roman The Red Word erhielt im selben Jahr den Governor General’s Award for Fiction für englischsprachige Werke.

## Werke (Auswahl)
- Writing at a loss : nation and nuclearism in the twentieth-century English novel. Ottawa : National Library of Canada = Bibliothèque nationale du Canada, 2003 ISBN 9780612746473
- The McReal thing: personal/national identity in Julian Barnes's England, England. In: Nick Bentley (Hrsg.): British fiction of the 1990s. London : Routledge, 2005 ISBN 0-415-34256-2, S. 95–106
- The counter-memorial impulse in twentieth-century English fiction. Basingstoke : Palgrave Macmillan, 2009 ISBN 978-0-230-57714-5
- Mad Miss Mimic. Toronto : Razorbill, 2017
- We contain multitudes. New York : Little, Brown and Company, 2019
- The Red Word. Toronto : Tramp, 2019